# Cyrtauchenius castaneiceps
Cyrtauchenius castaneiceps är en spindelart som först beskrevs av Simon 1889.  Cyrtauchenius castaneiceps ingår i släktet Cyrtauchenius och familjen Cyrtaucheniidae.
Artens utbredningsområde är Algeriet. Inga underarter finns listade i Catalogue of Life.